# 1610 Mirnaya
Az 1610 Mirnaya (ideiglenes jelöléssel 1928 RT) a Naprendszer kisbolygóövében található aszteroida. P. Shajn fedezte fel 1928. szeptember 11-én.